# Мао Цедунг
Мао Цедунг, раније Мао Це Тунг (пин: Máo Zédōng [Máo Zédōng] изговорⓘ; Шаошан, 26. децембар 1893 — Пекинг, 9. септембар 1976), био је кинески политичар, вођа Комунистичке партије Кине у победи над Куоминтангом у Кинеском грађанском рату и вођа Народне Републике Кине од њеног оснивања 1949. па све до његове смрти 1976. године. Мао Цедунг сматра се једном од најзначајнијих личности у модерној историји, а часопис Тајм уврстио га је међу 100 најзначајнијих личности 20. века. Његове теорије, војне стратегије, и политичка становишта су колективно познати као маоизам.
Мао Цедунг је био син богатог фармера из Шаошана, Хунан. Мао је прихватио кинеско националистичко и антиимперијалистичко гледиште рано у свом животу, и био је под посебним утицајем догађаја Синхајске револуције из 1911. и покрета 4. маја из 1919. Мао је прихватио марксизам–лењинизам док је радио на Пекиншком универзитету и постао је оснивачки члан Комунистичке партије Кине (КПК), чије активности су довеле до Устанка јесење жетве 1927. године. Током Кинеског грађанског рата између Куоминтанга (КМТ) и КПК, Мао је помогао у оснивању Кинеске црвене армије радника и сељака, предводио је радикалне земљишне одлуке Ђангси совјета и на крају је постао вођа КПК током Дугог марша. Мада је КПК привремено ушла у коалицију са КМТ у оквиру Другог уједињеног фронта током Другог кинеско-јапанског рата (1937–1945), након предаје Јапана Кинески грађански рат је настављен и 1949. Маове снаге су поразиле националисте који су се повукли на Тајван.
Дана 1. октобра 1949, Мао Цедунг је прогласио оснивање Народне Републике Кине (PRC), једнопартијске државе коју контролише КПК. У наредним годинама Мао је учврстио своју контролу путем аграрних реформи, психолошке победе у Корејском рату, и путем кампања против земљопоседника, људи које је он називао „контрареволуционарима”, и другим умишљеним непријатељима државе. Године 1957 он је покренуо кампању познату под називом Велики скок напред која је имала за циљ да брзо трансформише кинеску економију из аграрне у индустријску. Та кампања је довела до најсмртоносније глади у историји и смрти више од 45 милиона Кинеза између 1958 и 1962. Године 1966, он је иницирао Културну револуцију, програм с циљем уклањања „контрареволуционарних” елемената кинеског друштва који је трајао 10 година и који је био оличен насилном класном борбом, распрострањеним уништавањем културних артефаката и невиђеним уздизањем Маовог култа личности, што се званично сматра „озбиљним ударцем” за НРК. Године 1972, Мао је поздравио америчког председника Ричарда Никсона у Пекингу, чиме је сигнализиран почетак политике отварања Кине, која је даље развијена током владавине Денг Сјаопинга (1978–1989). Он је био продуктиван писац политичке и филозофске књижевности. Мао је претрпео низ срчаних напада 1976. године и умро је у својој 82. године 9. септембра. Њега је наследио на позицији врховног вође председник Хуа Гуофенг (1976–1978), који је брзо био удаљен и замењен Денгом.
Он је контроверзна фигура. Мао Цедунг се сматра једним од најважнијих особа у модерној светској историји, а исто тако је познат као теоретичар, војни стратег, песник и визионар. Његови поборници га сматрају заслужним за елиминацију империјализма у Кини, модернизацију нације и изградњу у светску силу, промовисање статуса жена, побољшање образовања и здравствене заштите, као и за увећање очекиваног трајања живота, пошто је кинеска популација порасла са око 550 милиона на преко 900 милиона под његовим вођством. Насупрот томе, његов аутократски тоталитаристички режим био је изузетно осуђиван због спровођења масовних репресија и уништавања верских и културних артефаката и локација, који је путем произвољних погубљења, чистки и присилног рада узроковао по проценама 40 до 70 милиона смртних случајева, по чему се његов мандат рангира као период са највећом заступљеношћу прекомерне смртности у људској историји.

## Младост
Рођен је 1893. године у селу Шаошан, покрајина Хунан, у породици имућних сељака. Његов отац га је, као осмогодишњака, послао на похађање основне школе у родном месту. Две године касније, уписао је вишу основну школу у оближњем градићу Тунгшану. Наставу је похађао заједно са студентима из виших социјалних класа, због чега су га стално малтретирали због његовог сељачког порекла. По завршетку школе у Тунгшану 1907, отац га је оженио за Луо Јишиу (1889—1910), како би тиме ујединио поседе двеју породица. Његова прва супруга умрла је три године после. Мао је тада почео да чита књиге потреби да се Кина трансформише у државу базирану на систему Западне демократије. У то време су избиле прве масовне демонстрације против немаштине, а једном су изгладнели сељаци провалили у штагљеве његовог оца. Мао се с тим није слагао, али је имао симпатија према потлаченим масама.

### Политичка активност 1911—1927.
Године 1911, уписао је средњу школу у Чангшау. Мао је тада, у вртлогу распада монархије и образовања републике, написао свој први политички реферат. Као симбол побуне против старог система, Мао и неки његови другари одрезали су своје традиционалне репове на затиљцима.
По избијању Шинхај револуције против династије Ћинг 1911. године, Мао се прикључио Револуционарној армији у Хунану. Завршетком борби и проглашењем Републике Кине у пролеће 1912, напустио је војску и ускоро се вратио у школу. Године 1918. је дипломирао на Првој провинцијској пучкој школи у Хунану.
Након дипломирања, отпутовао је у Пекинг, где је живео са Јанг Чангџијем, будућим шураком, који је био запослен на Универзитету у Пекингу. На препоруку Чангџија, Мао је радио као помоћник књижничара у Универзитетској књижници, под туторством Јанга Каихуија, који ће касније увелико утицати на Маове ставове. Касније се уписао на Универзитет као ванредни студент. По повратку у Чангша, постао је равнатељ школе. Обновио је пријатељство с Јанг Каихуи, кћерком професора Јанга и њих двоје су се убрзо венчали.
Дана 23. јула 1921, Мао је учествовао на првом заседању Националном конгресу комунистичке партије Кине у Шангају. Две године касније, био је изабран за једног од пет комесара Централног комитета Партије током трећег заседања Конгреса партије. Касније те исте године, вратио се у Хунан, по директиви Централног комитета КП Кине како би образовао хунански одсек Куоминтанга. Наиме, вођа Куоминтанга, Суен Јатсен, почео је да води политику активне сарадње с кинеским комунистима.
Године 1924, био је делегат на првој Националној конференцији Куоминтанга, где је био изабран за извршног секретара Централног комитета. исте године, постао је извршни секретар шангајског одсека Куоминтанга и секретар Организационог одељења.
Мао је неко време боравио у Шангају, али је револуционарни набој КП кине спласнуо током сарадње с Куоминтангом, због чега се вратио у родни Шаошан. Након вести о комунистичким устанцима у Шангају и Квангчоуу 1925, вратила му се жеља за учешћем у радничком покрету. Упутио се у Квангдонг, једну од база Куоминтанга, како би узео учешћа у припремама за друго заседање Националног конгреса Куоминтанга. Октобра 1925, постао је привремени директор за пропаганду при Куоминтангу.
Почетком 1927, вратио се у Хунан, да би на ванредно сазваном састанку комунистичке партије, одржао реферат о својим истраживањима о сељачким устанцима током Куоминтангове тзв. Северне експедиције. Његово „Излагање о сељачком покрену у Хунану“ сматра се за темељ развоја сопствених револуционарних теорија.

## Рат
Као један од вођа КП Кине избјегао је бијели терор године 1927. У планинама југоисточне Кине је започео устанак и створио Кинеску совјетску републику те развио властиту марксистичко-лењинистичку доктрину која ће се послије назвати маоизам. Његово инсистирање на сељацима као бази револуционарног покрета и герилској стратегији је довело до сукоба с догматима који су инсистирали на ослањању на радничку класу и борбу у градовима. Мао је тај сукоб изгубио, па су кинески комунисти, одбацивши његову стратегију поражени у сукобу с националистичком војском Чанг Кај Шека и присиљени на Дуги марш у Јенан. Тамо се Мао поновно наметнуо као вођа и из те базе руководио борбом против Чанга и јапанских освајача који су напали Кину године 1937. Након јапанског пораза у Другом свјетском рату комунисти и националисти су наставили рат, да би крајем 1949. комунисти однијели коначну побједу. 1. октобра 1949. је проглашена НР Кина, а преживјели националисти су побјегли на острво Тајван, који се данас службено сматра „отпаднутом“ кинеском провинцијом.

## Вођа Кине
Мао Цедунг је тако након више од једног вијека по први пут успио све кинеске територије ставити под једну власт и окончати грађанске ратове, устанке и револуције. Годину дана касније је успјешна кинеска интервенција у Корејском рату повећала престиж младе државе.
Првих девет година под Мао Цедунгом су такође запамћене по увођењу низа реформи:
- поједностављењу кинеске азбуке у сврху повећања писмености,
- заустављању инфлације и
- аграрној реформи.

Напредак остварен под Маовим вођством остао је у сенци политичких и економских катастрофа у које су се претворили Покрет стотину цветова (1956. године) и Велики скок напред (економски и социјални план на снази од 1958. до 1961. године).
Касније се НР Кина одметнула од свог традиционалног савезника Совјетског Савеза и постала једном од најизолованијих држава свијета. Под Мао Цедунгом Кина је створила и тестирала нуклеарно оружје и тако постала велика светска сила.
У настојању да сузбије опозицију својој власти, Мао је 1966. године покренуо Културну револуцију која је довела до општег економског и друштвеног хаоса. Хаос је заустављен тек неколико година касније.

## Лични живот
Маов приватни живот је био веома тајан у време његове владавине. Након Маове смрти, Ли Зхисуи, његов лични лекар, објавио је Приватни живот председника Маоа, мемоаре у којима се помињу неки аспекти Маовог приватног живота, као што су узастопно пушење цигарета, зависност од јаких таблета за спавање и велики број сексуалних партнера. Неки научници и други који су лично познавали Маоа оспорили су тачност ових извештаја и описа.
Пошто је одрастао у Хунану, Мао је говорио мандарински са израженим хунанским акцентом. Рос Терил је писао да је Мао био „син земље... руралног и несофистицираног” порекла, док је Клер Холингворт писала да је Мао био поносан на своје „сељачко понашање”. Ли Фејгон је рекао да је Маова „приземљеност“ значила да је остао повезан са „свакодневним кинеским животом“.
Синолог Стјуарт Р. Шрам је нагласио Маову немилосрдност, али је такође приметио да он не показује знаке задовољства у мучењу или убијању ради остварења циљева револуције. Ли Фејгон је Маоа сматрао изразито строгим и ауторитарним када му је претило, али је сматрао да он није врста негативца какав је био његов ментор Стаљин. Александар Панцов и Стивен И. Левин су писали да је Мао био „човек сложених расположења”, који је „дао све од себе да донесе просперитет и стекне међународно поштовање” за Кину, будући да није „ни светац ни демон”. Приметили су да је у раном животу тежио да буде „снажан, својевољан и сврсисходан херој, невезан никаквим моралним ланцима“, и да је „страсно желео славу и моћ“.
Мао је научио да говори енглески, посебно преко Џанга Ханжија, свог учитеља енглеског, преводиоца и дипломате који се касније оженио Киао Гуанхуа, министарком спољних послова и шефом кинеске делегације УН. Његов енглески био је ограничен на неколико појединачних речи, фраза и неколико кратких реченица. Први пут је одлучио да систематски учи енглески 1950-тих, што је било веома необично јер је примарни страни језик који се први пут предавао у кинеским школама у то време био руски.

## Наслеђе
Мао се сматра једним од најважнијих и најутицајнијих појединаца у 20. веку. Такође је описиван као политички интелектуалац, теоретичар, војни стратег, песник и визионар. Био је заслужан и хваљен због тога што је збацио империјализам, што је ујединио Кину и што је окончао претходне деценије грађанског рата. Такође је заслужан за побољшање положаја жена у Кини и за побољшање писмености и образовања 
У децембру 2013, анкета државног Global Times-а показала је да отприлике 85% од 1.045 испитаних сматра да су Маова достигнућа већа од његових грешака. У Кини се говорило да је Мао био 70 посто у праву, а 30 посто у криву. 
Његова политика је резултирала смрћу десетина милиона људи у Кини током његове владавине, што је проузроковано изгладњивањем, прогоном, затворским радом и масовним погубљењима Мао је ретко давао директна упутства за физичку елиминацију људи. Према Филипу Шорту, огромна већина људи који су убијени у Маовој политици били су ненамерне жртве глади, док су остала три или четири милиона, по Маовом мишљењу, биле неопходне жртве у борби за трансформацију Кине. Маова Кина је описана као аутократски и тоталитарни режим одговоран за масовну репресију. Мао је оптуживан да је један од великих тиранина двадесетог века. Маоа су често упоређивали са првим царем уједињене Кине, Ћин Ши Хуангом.

Под његовом влашћу становништво Кине порасло је са око 550 милиона на преко 900 милиона. Маове стратегије и даље користе побуњеници, а његову политичку идеологију и даље прихватају многе комунистичке организације широм света.
По њему је названо Маово одело.

## Галерија
- Мао у својој канцеларији 1938.
- Мао проглашава Народну Републику Кину, 1949.
- Мао са Стаљином у Москви децембра 1949.